# Microregione di Tesouro
Tesouro è una microregione dello Stato del Mato Grosso appartenente alla mesoregione di Sudeste Mato-Grossense.

## Comuni
Comprende 9 comuni:
- Araguainha
- General Carneiro
- Guiratinga
- Pontal do Araguaia
- Ponte Branca
- Poxoréu
- Ribeirãozinho
- Tesouro
- Torixoréu